# St-Saturnin (Chauconin)

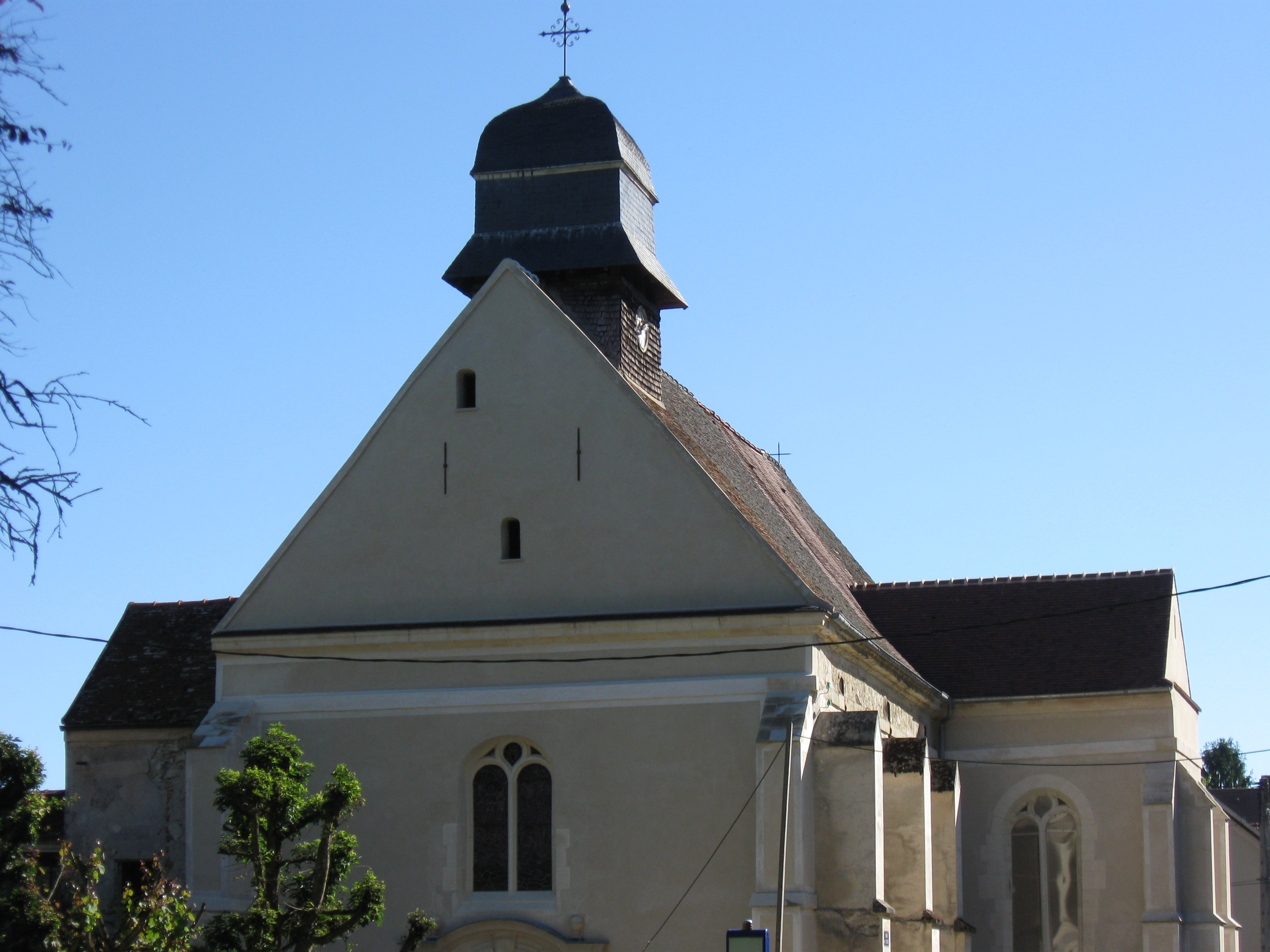
Kirche St-Saturnin in Chauconin

Die katholische Kirche Saint-Saturnin in Chauconin, einem Ortsteil der französischen Gemeinde Chauconin-Neufmontiers im Département Seine-et-Marne der Region Île-de-France, wurde Ende des 16. Jahrhunderts errichtet. Die Kirche an der Place de l’Église ist als Monument historique klassifiziert.
Die Kirche ist einschiffig und besitzt ein Querhaus. Nach der Zerstörung im 18. Jahrhundert wurde sie wiedererrichtet. Ein verschindelter Dachreiter ist mit Glocken und einer Uhr ausgestattet.